# F-16 фајтинг фалкон
 фајтинг фалкон (енгл. F-16 Fighting Falcon) је амерички вишенаменски ловачки авион са једним турбомлазним мотором. Развила га је корпорација General Dynamics, за потребе Америчког ратног ваздухопловства. Замишљен је као лаки, дневни ловац, а временом је трансформисан у успешан вишенаменски борбени авион који се масовно производи. У првој варијанти је био развијен на нивоу 3. генерације, а кроз каснији развој је постигнута четврта. У ствари, започет је као експериментални програм, а доживео је масовну серијску производњу као борбени авион међународног значаја. Од доношења одлуке о серијској производњи 1976. године, преко увођења у оперативну употребу, па све до данас произведено је око 4.500 примерака. Производња ће се наставити за инострано тржиште и после интереса Америчког ратног ваздухопловства, претпоставља се, све до 2017. године.
General Dynamics је продао цео програм F-16 фајтинг фалкон (цео посао), Локидовој корпорацији 1993. године, а затим је настала нова фирма, под називом Локид Мартин, после Локидовог спајања са Мартин Маријета, 1995. године.
 фајтинг фалкон  је превасходно авион за борбу у ваздушном простору, са бројним револуционарним иновацијама у односу на своје претходнике. Новине су двострука настрешница улаза у усисник (друга је стрејк), наглашена једноделна купола поклопца кабине са значајним надвишењем изнад трупа за побољшање видљивости пилота, електричне команде лета, подношење високих оптерећења пилота у заваљеном седишту и са смањеном резервом статичке стабилности, чиме су побољшане маневарске карактеристике авиона. Топ М61 Вулкан, интегрисан је у структуру авиона, а споља је обезбеђено 11 линија за подвешавање разних борбених терета и допунских резервоара горива. F-16 фајтинг фалкон има историјску улогу у светској ваздухопловној историји по уведеном великом броју нових технологија и сасвим нових прилаза у концепцији и пројектовању борбених авиона. Пилоти интерно називају F-16 фајтинг фалкон „поскок”, пошто на њега асоцира својим изгледом.
 фајтинг фалкон, поред у америчком, налази се у ваздухопловствима још 25 других држава. Без обзира што је први лет направио пре 38 година, F-16 фајтинг фалкон је још увек веома конкурентан на светском тржишту борбених авиона.

## Развој и производња

### Лаки ловац
Искуства у локалним ратовима показала су потребу за супериорним ловачким авионима и за великом обученошћу пилота, у борби у ваздушном простору. На основу тога искуства у америчком ваздухопловству, развијен је математички модел потребне енергије за супериорну покретљивост и за постизање врхунских осталих перформанси ловца у ваздушној борби. Студије су показале да лаки ловац треба бити мале масе, малог отпора, малог радарског и IC одраза, са погоном великог потиска, а резултат свега тога је жељена предност у покретљивости, убрзању авиона и мали извор за сензоре противника. Такође је закључено, 1965. године, да ловачке ескадриле треба да буду комбиновано опремљене, са лаким и са већим ловцима. Дефиницији лаког новог ловца, допринела је и чињеница што амерички авион F-4 Фантом није добро пролазио у ваздушној борби у Вијетнаму, са совјетским лаким ловцима.
Урађена студија и њени закључци, завредели су велику пажњу војних структура, а касније и политичких, које су обезбедиле и новчана средства, за наставак истраживања, развоја и конкретног доказа овога концепта, и ако је постојала опозиција у односу на ову идеју и концепт, у страху да ће то угрозити програм  игл.
Финансијска средства за истраживање, развој и доказ таквог лаког ловца, обезбеђена су 1969. године. Од тога је General Dynamics добио 149.000 $ и Нортроп 100.000 $, са задатком да развију концепте пројеката који ће на основу вишка енергије имати велику покретљивост, по критеријуму: мала димензија, мали отпор, мала маса, чист ловац (без намене ваздух-земља). Резултати њиховог рада, касније су дефинисани и доказани кроз развој прототипова YF-16 и YF-17.
Програм је започео кроз дефиницију тактичко-техничких-захтева и расписивање конкурса за развој и производњу. Званично, донета је одлука 6. јануара 1972. године, да се започне развој лаког ловца за задатке ваздух-ваздух, у класи полетне масе до 9.000 kg, оптимизираном за ваздушну борбу у опсегу брзина које одговарају М = 0,6—1,6 на висинама лета од 9.150 до 12.200 m. Ово је област анвелопе лета, у којој је Америчко ратно ваздухопловство сагледавало одвијање будућих ваздушних борби. Процена је донета на основу искуства рата у Вијетнаму, Шестодневног рата и у Индијско-пакистанском рату.
Пет компанија је дало одговор на расписани тендер, а изабрана су два предлога за финансирање развоја 1972. године. Уговоре су добили за развој прототипова, General Dynamics са 37,9 милиона долара за YF-16 и Нортроп са 39,8 за развој YF-17. Треће место, заузео је Боинг (остао је без уговора).
Први прототип YF-16, био је готов и напустио је фабричке хале крајем 1973. године, а полетео је 2. фебруара 1974. Прототип YF-17 је каснио. Ратно ваздухопловство Сједињених Америчких Држава, званично је објавило да је усвојен стандард YF-16, за серијску производњу. Одлука је донета, после одржане вежбе са симулираном ваздушном борбом под називом Вилин коњиц. Противничку страну су сачињавали авиони: F-106 Делта Дарт, F-4 Фантом и МиГ-21.
|                        |
| Цртеж у три пројекције |

### Испитивање у лету
Први лет прототипа YF-16 трајао је 90 минута, у ваздухопловном опитном центру Едварс у Калифорнији, 2. фебруара 1974. године. Његов стварни први лет, случајно се догодио раније, током велике брзине затрчавања пред полетање, у току испитивања 20. јануара 1974. године. Узгон је нарастао и авион се одлепио од полетно–слетне стазе, а појавиле су се осцилације око његове уздужне осе због неповољног аеродинамичког утицаја носача ракета на крајевима крила, а и крмило правца је било отклоњено, тако да је авион почео да скреће са правца. Пробни пилот Фил Остришер (енгл. Phil Oestricher), одлучио је да смањи гас и потисак мотора и да спасе авион слетањем, после укупног трајања лета од шест минута. Недостаци су убрзо отклоњени и авион је био спреман за наставак испитивања у лету.
Први лет са надзвучном брзином, реализован је 5. фебруара 1974. године, а други прототип YF-16, полетео је 9. маја 1974. Нортропови прототипови YF-17, полетели су касније, 9. јуна и 21. августа 1974. године. Укупни налет, у току испитивања, направили су прототипови YF-16, 330 а YF-17, 417 сати.

### Ловац бомбардер
Америчко ратно ваздухопловство, имало је неколико озбиљних разлога да се опреми авионом F-16 фајтинг фалкон. Прво, четири земље чланице Северноатлантског савеза (НАТО): Белгија, Данска, Холандија и Норвешка, су тражиле замену за своје F-104G, ловачко-бомбардерске варијанте од F-104 старфајтера пресретача. Штавише, они су тражили и да запосле своју авио-индустрију са лиценцном производњом неког новог авиона. Почетком 1974. године, они су направили начелан договор са Америком, да ако њихово ваздухопловство уведе нови лаки ловачки авион у своје наоружање, да ће и они размотрити наруџбину истих. Друго, док ратно ваздухопловство Америке још није било посебно заинтересовано за одговарајућег ловца за супериорност у ваздушном простору, наметала се и њима потреба за планирање замене њихових, већ застарелих авиона F-105 стандершиф. Треће, Конгрес је тражио да се постигне већа унификација борбених авиона (посебно ловаца), у ратном ваздухопловству и у морнарици. Ови захтеви, релативно се добро међусобно допуњавају, али су рокове испоруке диктирале ургентне потребе четири европска савезника. Они су већ били формирали усаглашен захтев за обезбеђење мултинационалног ловца, што је био и одређен притисак на Америку, због чега је ваздухопловство убрзано одлучило са избором стандарда између F-16 и F-17, у мају 1975. године. Притисак је посебно био велики, пошто је програм имао обележје „посла столећа”, што се на крају и испоставило. Европске земље и њихова ваздухопловна индустрија, били су стратегијски заинтересовани, да они опремају ваздухопловства припадника НАТО алијансе, са масовним унификованим авионом. Посебно је био заинтересован Француски Марсел Дасо да пласира свој Мираж F-1 и Шведска свог Вигена у варијанти САБ 37E еврофајтер. Цела кампања, пропраћена је свестраним и интезивним лобирањем. На крају је ипак оправдано постао масовни авион НАТО пакта авион F-16, али је за то морао да задовољи широк спектар захтева и потреба великог броја корисника. Првенствено је трансформисан у вишенаменског ловца-бомбардера, а кроз већи број варијанти и у ширу лепезу других намена. F-16 је почео свој живот као експериментални авион, а доживео је масовну серијску производњу, једног од најзначајнијих и најмасовнијих типова авиона века, као главни ослонац НАТО савеза за превласт у ваздушном простору. Тога нису били свесни ни почетни наручиоци његовог развоја, ратно ваздухопловство Сједињених Америчких Држава и ако је убрзо почео његов пројекат да се помера од почетне дефиниције, према ловцу-бомбардеру.
Дата је предност прототипу F-16 над F-17, посебно због бољих перформанси у крозвучној и надзвучној области брзина. Он је показао супериорно убрзање у лету, пењање и издржљивост. У предности, урачуната је и чињеница да га покреће исти тип мотора F110-GE-100, као и авион F-15 игл, што значајно поједностављује експлоатацију и смањује њене трошкове. 

### Производња
|                                      |                                   |            |
| Државе и фабрике                     |                                   |            |
| САД                                  | General Dynamics                  | 1975—1993. |
| САД                                  | Локид                             | 1993—1995. |
| САД                                  | Локид Мартин (1ª монтажна линија) | 1995.—акт. |
| Европска корпорација                 |                                   |            |
| Холандија Фокер (2ª монтажна линија) |                                   |            |
| Белгија (3ª монтажна линија)         |                                   |            |
| Норвешка (делове)                    |                                   |            |
| Данска (делове)                      |                                   |            |
| Производња по лиценци                |                                   |            |
| Турска (4ª монтажна линија)          |                                   |            |
| Јужна Кореја (5ª монтажна линија)    |                                   |            |

Средином 1975. године, Белгија, Данска, Холандија и Норвешка објавили су избор авиона F-16, насупрот паралелним понудама за F-17, Мираж и Виген. Прва планирана поруџбина, ових земаља, била је 348 авиона, у кооперацијској производњи у Европи. За ту заједничку потребу, формиран је конзорцијум пет земаља коопераната за производњу и склапање авиона. Две производне линије су успостављене у Европи, за склапање змаја авиона и за финализацију производа. Линија за белгијске и данске авионе, успостављена је у фебруару 1978. године. У Холандији, у Фокеру успостављена је монтажна линија за холандске и норвешке авионе. Производња појединих подсклопова и делова за моторе, радаре и друге системе пренета је такође у Европу.
Након неколико година, оформљене су још по једна линија производње и монтаже, у Турској и у Јужној Кореји. Турска ваздухопловна индустрија, произвела је 232 примерка F-16, по стандардима партија 30/40/50, а после 2010. године, производили су и опције партија 46 и 40. Ваздухопловна индустрија Јужне Кореје, произвела је 140 авиона по стандарду партије 52. Ако се Индија определи за опремање свог ваздухопловства са F-16IN, произвешће код себе, по лиценци, најмање 140 авиона тога стандарда.
General Dynamics почео је производњу F-16, крајем 1975. године, а први предсеријски једносед F-16А, завршен је 20. октобра 1976. године. Полетео је 8. децембра, а двосед F-16B 8. августа 1977. године. Авион F-16, развила је корпорација General Dynamics, за потребе Америчког ратног ваздухопловства. General Dynamics је производио тај авион, све док није продао цео програм, Локидовој корпорацији 1993. године, а затим је настала нова фирма, под називом Локид Мартин, после Локидовог спајања са Мартин Маријетом 1995. године. Од тада су сви послови тога програма у одговорности фирме Локид Мартин.
Први авион F-16, у деловима, стигао је у Европу, 9. јуна 1978. године, авионским транспортом. У европске фабрике, масовно и континуално стизали су делови и подсклопови за F-16 и то: 116 авиона за Белгију, 58 за Данску, 102 за Холандију и 72 за Норвешку. Америчко ратно ваздухопловство је наручило 650 примерака F-16, а први је стигао у ескадрилу 26. јануара 1979. године.
Укупно је произведено, више од 4.400 примерака авиона F-16, по динамици до 1998. године. Табеларно је то приказаној на десној страни, за 2.216 примерака, а остатак је произведен у продужетку до 2006. године. После 1998. године, настављена је производња авиона у варијантама F-16C/D, партије 50. У случају да Америчко ратно ваздухопловство сасвим и престане куповати F-16, његова производња ће се наставити за инострано тржиште.

### Измене
Након детаљне анализе, направљене су одређене конструктивне измене серијског F-16, у односу на решења прототипа YF-16. Труп авиона продужен је за 269 mm, већи је носни део (радом) за смештај радара АН/АПГ-66, повећана је површина крила са 26 m² на 28 m², висина вертикалног репа незнатно је смањена, трбушна пераја су увећана, још су два елемента додата и једнокрилна-зглобна врата предње ноге, замењена су са новим, двокрилним. Ове промене, повећале су масу структуре F-16, у односу на YF-16, за приближно 25%.
У лету се показало да није довољно брз одговор авиона YF-16 на команду хоризонталног репа, на великим нападним угловима лета (на малим брзинама). Као резултат тога, хоризонтални стабилизатор је повећан за 25%, овај такозвани „велики реп” уведен је у партији производње број 15, у 1981. години, а ретроактивно и на раније произведеним авионима. Поред значајно смањеног ризика (мада не и потпуног), већи хоризонтални реп је побољшао уздужну стабилност, али му се повећала и ефикасност, узрокује бржу ротацију авиона, око „Y” осе у полетању (бржи одговор авиона на повлачење палице, „на себе”).
F-16 је трансформисан у вишенаменски мултинационални авион 1980. године, са значајно проширеним могућностима.
| у конфигурацији са подвесним теретима | Локид Мартинов фајтинг фалкон |
| у конфигурацији са подвесним теретима | Локид Мартинов фајтинг фалкон |

Током развоја, смањени су техничко-технолошки ризици, трошкови производње и експлоатације, мања је технолошка припрема. Програм надоградње F-16, текао је у неколико фаза. Све у свему, остварен је процес бржег увођења нових могућности и технологија, са нижим трошковима, као и са смањеним ризицима у односу на традиционалне прилазе. Са флексибилном надоградњом, продужио се живот серијској производњи F-16 и у 21. веку.

## Опис

### Опште
фајтинг фалкон је једномоторни надзвучни вишенаменски тактички борбени авион. Пројектован је као тактичко-технички и економски рационални борбени авион, способан за извршавање различитих задатака, са сталном борбеном спремношћу. Много је мањи и лакши авион, од својих претходника, али у његовој концепцији је примењена савремена аеродинамика и системи опреме и њихов принцип интеграције. F-16 је први серијски авион са електричним командама лета и са смањеном резервом уздужне статичке стабилности, што му заједно са осталим аеродинамчким решењима и малом масом обезбеђује високе маневарске карактеристике, са дуготрајним одржањем високог фактора аеродинамичког оптерећења, до n = 9 (az = 9g) и са могућношћу достизања високе максималне брзине, која је еквавилентна М = 2+. Аеродинамику му посебно карактерише прелаз крило-труп и издужење тога предњег дела прелаза у „стрејк”, који је и горња настрешница за карактеристичан подтрупни уводник ваздуха (доња слика).
 фајтинг фалкон обухвата иновације као што су једноделна, надвишена, капљаста купола кабине за бољу видљивост (поклопац, погледати на сликама испод), команде лета са измештеном бочном командном палицом, а лакше се подноси и високи фактор аеродинамичког оптерећења у заваљеном седишту пилота. Однос потиска мотора и масе авиона је изнад јединице, тако да се може пењати и по вертикалној путањи лета. Поседује топ M61, уграђен у структуру у корену крила авиона и једанаест спољних подвесних тачака, за ношење убојних средстава и резервоара горива. У зависности од варијанте, направљен је широк асортиман могућности ношења и коришћења ракетног, бомбардерског наоружања, контејнера за разне системе и резервоаре горива.
F-16А, одликује се са четири отвора иза топа, за одвођење гасова, а каснији F-16C, са само два. Аеродинамичке кочнице интегрисане су на непокретном делу преласка задњег дела трупа и хоризонталног репа. Састоје се од по две плоче са горње и доње стране трупа, које се отклањају до 60°. На тај начин, остварује се прираст отпора, практично у оси авиона, што је предност, пошто се при њиховом извлачењу не мења угао тримовања.
|                                                                                                   |                                  |
| Испитивање усисника за F-35, по узору решења за 16. Оригинал усисник F16, приказан је испред модела | Продужени корен крила („стерјк”) |

### Конфигурација и структура „змаја” авиона
фајтинг фалкон користи делта крило са постепеним преласком у труп, чији се предњи корени део издужује у „стрејк”. Поред те специфичности поседује подтрупни усисник ваздуха фиксне геометрије улазног пресека, за напајање једног двопроточног турбомлазног мотора, класични је вертикални реп са крмилом, целообртни хоризонтални реп, два трбушна пераја испод трупа, стајни органи су типа трицикл, испупчену је калоту (поклопац) кабине, интегрисани су преткрилца, крилца и флаперони. На хрбату трупа, иза калоте кабине, налази се наливно грло за утакање горива у лету.
Уводник ваздуха, пројектован је тако да му је дужина довољна за постепено скретање ваздуха, под прихватљивим углом, у вертикалној равни, од доњег до средишњег дела трупа авиона, у коме је уграђен мотор. На тај начин је обезбеђено стабилно протицање и увођење ваздуха у мотор, без отцепљења струјница и штетних губитака.
При развоју F-16 био је доминантан критеријум лаке и јефтине серијске производње и јефтине експлоатације. Постигнуто је, да ти трошкови буду далеко мањи у односу на претходне ловачке авионе.
Структура „змаја” авиона F-16, направљена је од ваздухопловних квалитетних легура, од 80% алуминијума, 8% челика, 3% композита и 1,5% титанијума. Командне површине и трбушна пераја, у великој мери су произведена од алуминиског саћа, обложеног са композитном кором (сендвич конструкција). F-16 поседује укупно 228 приступних отвора, за одржавање система и њихових делова. Тако да у 80% случајева није потребно одвајати подсклопове авиона, у току експлоатационих интервенција. Број места за подмазивање, линија веза за гориво и заменљивих модула такође је значајно смањен у односу на претходне авионе.
Без обзира на то што је Америчко ратно ваздухопловство захтевало да век структуре авиона буде 4.000 сати лета, са граничним убрзањем од 7,33, са 80% количине унутрашњег горива, пројектом је остварено да век авиона буде до 8.000 сати лета и да сруктура авиона подноси убрзање од 9 у маневру, са пуним унутрашњим горивом. Ово се показало као велика предност у борбеној употреби ваздух-ваздух, у вишенаменској улози. Међутим, са променама у односу на планирану оперативну употребу, маса авиона је стално расла, те су морале да се предузимају и додатне конструктивне мере побољшања, у функцији очувања раније постигнутих перформанси авиона.

### Крило
Аеродинамичке студије, у раним шездесетим годинама двадесетог века, обезбедиле су практичну примену феномена, познат као „вртложни узгон,” за повећање носивости крила, на великим нападним угловима. Тетиве кореног дела крила, постепено се издужују са приближавањем према трупу и тако се добије додатна троугласта површина, такозвани „стрејк”. Пошто је тражена велика агилност авиона F-16, у борби у ваздушном простору, његов је пројекат и оптимизиран по томе критеријуму, да буде ефикасан и на великим нападним угловима. Добијени резултат тога је витко делта-крило, са углом стреле од 40° између нападне ивице крила и праве на раван симетрије авиона. Изабран је аеропрофил NACA 64A-204, са променом кривине помоћу аутоматског отклањања флаперона и преткрилаца, преко дигиталног система команди лета, а на основу сигнала са сензора о нападном углу и о брзини лета, при маневру авиона.
„Стрејк” локално има аеродинамички ефекат малог танког троугластог крила. Настао је са значајнијим продужењем локалних тетива у кореном делу крила. Прави постепен прелаз од нападне ивице корена крила и носног дела трупа и стапа их у јединствену целину. Он генерише вртлог велике енергије на већим нападним угловима крила, што доприноси порасту узгона због побољшаног опструјавања локалнх аеропрофила. На овај начин је значајно повећан критични нападни угао авиона. „Стрејк” повећава и структуралну носивост оптерећења у корену крила, што смањује димензије локалне структуре па и укупну масу авиона. Такође, повећава и расположиви унутрашњи простор за смештај горива и опреме.

### Команде лета

#### Негативна статичка стабилност
фајтинг фалкон је први авион на свету намерно пројектован тако да буде аеродинамички нестабилан, што значи да је негативна резерва статичке уздужне стабилности, односно да је тежиште за мало испред „неутралне тачке” авиона. Ова техника значајно побољшава перформансе маневра авиона. Авиони се класично пројектују са позитивном статичком стабилношћу, што одређује авиону тенденцију да се сам враћа у свој првобитни положај, после сваког поремећаја. Међутим, позитивна статичка стабилност се супротставља покретљивости авиона. Та његова тежња да задржи свој пређашњи положај, супротставља се жељи и напору пилота да изведе маневар авиона. Што је већа позитивна резерва стабилности, потребна је већа сила на хоризонталном репу, остварена са отклоном крмила, за извођење жељеног маневра. Са друге стране, авион са негативном статичком стабилношћу, у недостатку сталне и брзе корекције управљања, брзо одступи од референтне путање по којој се контролише лет, што је посебно ризично и фатално за његову безбедност. Одступање би било изведено великим убрзањем па и са великим и неконтролисаним оптерећењем, изван дозвољене анвелопе лета. Према томе, авион са негативном статичком стабилношћу, лакше и брже пређе из једног равнотежног стања у неко друго, у односу на случај када има позитивну статичку стабилност, али тада мора постојати посебан наменски надограђени систем, који је у стању стабилно одржавати његово жељено стање кретања. Ова техника је посебно битна за ловачке авионе, који лете у великом распону брзина, од малих подзвучних до великих надзвучних. Пошто се „неутрална тачка” помера са компресибилитетом струјања ваздуха (у функцији Маховог броја), од приближно 25% до преко 50% средње аеродинамичке тетиве, у нивоу те разлике, мења се и резерва статичке стабилности. Значи, да авион са умереном статичком стабилношћу, на малим брзинама, превише је статички стабилан на великим брзинама и тада му је тешко мењати путању лета, то јест тада теже маневрише и при већим командним сигналима пилота. Зато је најповољније ловце пројектовати са реализованом умереном резервом стабилности, што је могуће ближој нултој вредности, при свим брзинама лета. Идеално би било да је положај тежишта авиона, последично и резерва статичке стабилности, адаптиван у функцији Маховог броја, при лету авиона. У томе случају би се и управљало са резервом статичке стабилности у функцији Маховог броја. То је принципски једино могуће реализовати са претакањем горива, али није технички оправдано са аспекта процеса аутоматског управљања, због дугог временског трајања такве радње (види поглавље
 ).

#### Електричне команде лета
Основа за смањење и оптимизацију величине резерве стабилности, по критеријуму доброг маневра у широј анвелопи лета авиона  фајтинг фалкон, јесу његове четвороканалне електричне команде лета. Са њиховом функцијом, спречава се тенденција бежања авиона са номиналне контролисане путање лета, при негативној и недовољној резерви статичке стабилности. Електричне команде лета прихвате изражену жељу пилота, преко померања палице / педала и поставе командне површине у одговарајућу позицију, али истовремено се брзо мере сви параметри лета, са сензорима. Рачунар упоређује жељене и измерене вредности параметара лета и брзо одређује и задаје корекцију, у смеру смањења разлике на нулу. Тај процес се одвија на основу неколико хиљада измерених одступања вредности остварених од жељених параметара лета, које систем брзо обради и на основу чега коригује командни сигнал отклона површина за управљање авионом. Закони тога управљања су оптимизирани, у софтверу система команди лета авиона F-16. Електричне команде лета F-16, у своме менију могућности, садрже и низ ограничења за управљање око све три осе и управљања са растом узгона, за безбедан лет авиона у оквиру његове експлоатационе анвелопе. За авион F-16 праг ограничења је за нападни угао од 25° и фактор аеродинамичког оптерећења  = 9 односно убрзање az = 9g.
На прототипу YF-17, систем команди лета заснива се на резервном традиционалном хидро-механичком каналу, за повећање поузданости управљања. За разлику од стандарда YF-17 прототип YF-16 и серијски F-16 имају четири међусобно независна, искључиво електронска канала управљања са сваком од командних површина. То је далеко напредније од преноса командног сигнала преко кинематике до разводника хидропокретача, у резервном систему. Почетни развој F-16А/B, имао је аналогне електричне команде лета, касније варијанте F-16C/B добиле су дигитални систем, који је ретроактивно уведен и на претходно произведене авионе.
Двокоморне хидрауличке покретаче командних површина напајају два равноправна хидросистема и један помоћни.

### Функционалност и ергономија кабине
Једна од упадљивих карактеристика авиона  фајтинг фалкон јесте изузетна прегледност пилота из његове позиције у кабини. То је од изузетног значаја за вођење борбе ваздух-ваздух. Испупчена калота поклопца кабине пружа пилоту прегледност у пуном углу од 360° усмерења главе, односно очију у хоризонталној равни, а у вертикалној надоле 40° и 15° бочно. Те карактеристике су далеко боље, у односу на све старије ловце од F-16.
 фајтинг фалкон је први серијски авион у коме се користи заваљено седиште пилота, са могућношћу катапултирања на нултој брзини и на нултој висини. Ефекат заваљености седишта је остварен са повећањем његовог нагиба, уназад на 30°, за разлику од ранијих стандардних решења са 13-15°. Ово је урађено због лакшег пилотовог подношења инерцијалних оптерећења, на убрзањима у маневру и од 9g.
Још једна специфичност код F-16 односи се на седиште и поклопац кабине. Уређај за активирање ракетног мотора седишта и поклопац кабине, повезани су са кратким ужетом. При команди пилота за катапултирање (избацивање) седишта, прво се одбаци поклопац те се са динамичким ударом поклопца, преко конопца, активира и ракетни мотор седишта. На тај начин, обезбеђен је потребан редослед радњи без икаквих допунских уређаја. То обезбеђује и посебан случај, при катапултирању седишта на нултој висини и на нултој брзини (авион стоји на земљи). На ручици за катапултирање седишта, редно су повезане команде за одбацивање кабине и за активирање ракетног мотора седишта. На овај начин је обезбеђено да ако поклопац са динамичким ударом не активира ракетни мотор то уради директна команда ручицом, која следи иза претходне.
Пошто су на F-16 уведени системи електричних команди лета и заваљено избациво седиште, створени су предуслови, а и нужност, за увођење бочне командне мале палице (џојстика), уместо централне, класичне. Са тим решењем је повећана удобност и ефикасност пилота у току лета, а посебно у току вођења борбе. Ова мала палица нема велике угаоне отклоне са силом супростављања померању, као класична, те није било једноставно за пилоте да се брзо адаптирају на њу. На F-16 је први пут уведен систем управљања HOTAS (енгл. hands on throtle and stick), при коме су руке стално на палицама, десна на палици команди лета и лева на ручици гаса мотора. На палицама су и прекидачи за управљање авионским системима, тако да се обављају све радње у току лета без потребе скидања руку са палица. После F-16 практично сви ловачки авиони примењују HOTAS систем.
F-16 поседује нишанску главу, горњи приказивач (енгл. head-up display (HUD)), на којој се приказују параметри лета и употребе наоружања. Када би пилот био приморан да те податке прати само на томе приказивачу, стално би му глава и поглед били усмерени у предњи унутрашњи део кабине и тада не би довољно добро пратио шта се дешава у окружењу авиона. То би му слабило услове и концентрацију на вођење борбе. Зато је опремљен и са кацигом, на чијем визиру су пренете те информације, тако да он може и да окреће главу, да прати окружење, а да истовремено има на располагању податке са нишанске главе. Овај систем је уведен на авионима од партије производње 40 па на даље, посебно се користи при употреби ракета ваздух-ваздух. При навођењу ракете, иста прати покрет главе пилота, односно правац у коме пилот гледа. Систем је први пут примењен у операцијама у рату у Ираку.
Пилот добија детаљне информације из мулти-функционалног приказивача (енгл. multi-function displays (MFD)), о лету авиона и о статусу његових система. Он приказује радарску слику, мапирање, важне информације о мотору, стајним органима, линијама подвешавања спољних терета, количини горива и статусу оружја. У почетку, F-16A/B је имао само једну црно-белу катодну цев, која је служила као екран приказивача информација са различитим традиционалним симболима. То је замењеноF-16D са приказивањем у боји, на бази течних кристала, на партијама производње 50/52, а у партији 60 уведена су у функцију три приказивача. Са програмирањем и изменом боја и системом слика у слици, могуће је симулирати пуну тактичку ситуацију на екрану, на покретној мапи.
|                            |                           |                 |
| Кабина земаљског тренажера | Поглед пилота, из седишта | Снимак у кабини |

### Радар
Авиони варијанте F-16A/B, били су опремљени импулсно доплеровим радаром AN/APG-66, који је интегрисан у систем за управљање ватром. Његова равна решеткаста антена, пројектована је тако да се уклапа у уски носни део трупа F-16. Поседује четири режима рада у задацима ваздух-ваздух и седам у ваздух-земља, у дневним, ноћним и у свим метеоролошким условима. Открива циљеве на земљи, на удаљености од 37 до 56 km, а у ваздуху на 46 до 74 km. Аутоматски захвата циљ на растојању од 9 km. Новија варијанта APG-66(V)2 има јачи процесор, већу излазну снагу, повећану поузданост и отпорност на ометање. Надоградњом, добијена је нова варијанта APG-66(V)2A, са већом брзином рада и са већом меморијом. Развијена је и варијанта APG-66(V)3 за Тајван, који може да води ракете AMRAAM.
Фалкон F-16C/D, опремљен је са радаром AN/APG-68, који је настао са даљим развојем претходних. AN/APG-68 има већи домет и резолуцију, као и 25 режима рада, укључујући и мапирање терена. У режиму откривања и праћења земаљских циљева, доплерски изоштрава сигнал и скенира и истовремено прати до 10 циљева. Интегрисан је у авионски нападно-навигацијски систем и обезбеђује континуално осветљење циља и полуактивно навођење ракете средњег домета AIM-7 „Спероу” (енгл. AIM-7 Sparrow). Напреднија партија производње 50/52 F-16, у почетку је била опремљена радаром AN/APG-68 (V) 5, који има софистициран процесор сигнала, заснован на савременој технологији. Каснији авиони из те партије, опремљени су са AN/APG-68 (V) 9, коме је повећан опсег детекције за 30%, у режиму ваздух-ваздух. Може да мапира терен, са високом резолуцијом слике, открива и препознаје циљеве.
У августу 2004. године, потписан је уговор за даљи развој радара AN/APG-68, у нови стандард (V) 10, за авионе F-16 из партије 40/42/50/52. Овај радар омогућиће авионима F-16, у свим временским условима, откривање и гађање циљева са прецизним оружјем и коришћење глобалног позиционог система (ГПС).
F-16E/F опремљен је са радаром -80, са активним електронским скенирањем и тако је он постао један од три ловачка авиона у свету, који поседују такав систем.

### Погон
Систем погона авиона  фајтинг фалкон, састоји се из једноканалног подтрупног уводника ваздуха фиксне геометрије, двопроточног турбомлазног мотора и млазнице, са променљивим излазним пресеком. Са почетним захтевима условљена је унификација мотора Прат енд Витни (енгл. Pratt & Whitney) PW F100-PW, за ловце F-16 и F-15 игл. На авионима F-16 првих партија производње, примењивао се мотор PW F100-PW-200, незнатно измењен у односу на основну верзију PW F100-PW-100, који се користио на  игл. Степен двопроточности мотора PW F100-PW је 0,7, а време опслуживања сведено је на рад од 2 човек-сата по једном сату лета авиона. Захтеви америчког ваздухопловства били су блажи, до 3 човек-сата рада по једном сату лета.
У табели десно, приказане су верзије мотора, који су интегрисани у варијанте и партије производње авиона F-16. Мотори су кроз модификације и развој побољшавани, у домену поузданости рада, повећања потиска, економичности експлоатације и већој унификацији. У оквиру тога настојања развијен је и F100-PW-220/220E, који је резултат настојања Америчког ратног ваздухопловства, да обезбеди универзални мотор за ловачке авионе. Тај програм, познат је под незваничним називом „велики борбени мотор”, који је промовисан на авиону F-16.
У оквиру настојања да се побољша мотор F-16, подржавана је и конкуренција између фирми Прат енд Витни и Џенерал електрик, тако да је прихваћен и мотор GE F110-GE-129 за партију 50, а за партију 52 супарнички PW F100-PW-229. Мотор GE F110-GE-132 развијен је за авионе F-16, из партије 60, за Арапске Емирате. Он је највећи од свих примењиваних на томе авиону.
| Парт. | Варијанта | Мотор           | Потисак  | Фотографија и рендеровани приказ отвореног мотора PW F100 |
| ----- | --------- | --------------- | -------- | --------------------------------------------------------- |
| 1     | F-16A / B | PW F100-PW-200  | 106,0 kN |                                                           |
| 5     | F-16A / B | PW F100-PW-200  | 106,0 kN |                                                           |
| 10    | F-16A / B | PW F100-PW-200  | 106,0 kN |                                                           |
| 15    | F-16A / B | PW F100-PW-200  | 106,0 kN |                                                           |
| 20    | F-16A / B | PW F100-PW-200  | 106,0 kN |                                                           |
| 25    | F-16C / D | PW F100-PW-220E | 105,7 kN |                                                           |
| 30    | F-16C / D | GE F110-GE-100  | 128,9 kN |                                                           |
| 32    | F-16C / D | PW F100-PW-220E | 105,7 kN |                                                           |
| 40    | F-16C / D | GE F110-GE-100  | 128,9 kN |                                                           |
| 42    | F-16C / D | PW F100-PW-220E | 105,7 kN |                                                           |
| 50    | F-16C / D | GE F110-GE-129  | 131,6 kN |                                                           |
| 52    | F-16C / D | PW F100-PW-229  | 129,4 kN |                                                           |
| 60    | F-16E / F | GE F110-GE-132  | 144,6 kN |                                                           |

|  |  |  |

### Наоружање
фајтинг фалкон поседује ватрено, ракетно и бомбардерско наоружање, системе за електронску борбу и за пасивну и активну заштиту. Ракетно и бомбардерско наоружање, алтернативно се комбинује заједно са контејнерима електронске опреме и са допунским резервоарима горива, на девет подвесних тачака, носивости до 6.800 kg. У зависности од масе подвешених спољних терета, одређена је и граница анвелопе лета по фактору аеродинамичког оптерећења, n = 5,5 – 9. Од укупних једанаест подвесних тачака, две су на крајевима крила резервисане само за стално ношење ракета AIM-9 Сајдвиндер, а осталих девет су за комбиновање алтернативног ношења спољнег терета, шест испод крила и три испод трупа.
- Ватрено наоружање сачињава један четвороцевни топ, типа M61A1 Вулкан, калибра од 20 mm, са бојевим комплетом од 511 граната.

- Ракетно наоружање
  - Ваздух-ваздух
    - 2 ×  Спероу
    - 6 ×  Сајдвиндер или
    - 6 ×  или
    - 6 ×  или
    - 6 × Питон-4

  - Ваздух-тло (земља / море)
    - 6 ×  Шрик
    - 6 × АГМ-65 Маверик
    - 6 × -88 Харм (против-радарска)
    - 2×  Харпун (против-бродска) или
    - 4× -119 Пингвин (против-бродска)
- Бомбардерско наоружање
  - Класичне бомбе
    - 4 × Марк 84 бомбе опште намене
    - 8 × Марк 83 GP бомбе
    - 12 × Марк 82 GP бомбе
    - 8 × Бомбе малог пречника
    - Б61 Атомска бомба

  - Касетне бомбе
    - 2 × CBU-87 Бомба са комбинованим ефектом
    - 2 ×  Гатор бомба
    - 2 ×  Сензор фугасно оружје

  - Навођене бомбе
    - 4 × -10 Павевај 
    - 6 × -12 Павевај 
    - 6 × Павевај-серије ласерски-вођених бомби
    - 4 × 

  - Подвесни контејнери
    - 4 ×  лансери невођених ракета ваздух-земља, сваки са по ракета 19 × 70 mm / 7 Хидра 70 (алтернативно)
    - 4 ×  лансери невођених ракета ваздух-земља, сваки са по ракета 19 × CRV7 од 70 mm
    - 4 ×  лансери невођених ракета ваздух-земља, сваки са по ракета 4 × Зуни од 127 
    -  лансер патрона (малих ракета) IC и противрадарских мамаца. IC мамци су запаљене бакље, а против-радарски су листићи станиола. Уграђују се интегрално у контуру и структуру авиона, а допунски се подкачињу за дуже прелете преко непријатељске територије.
    -  (контејнер са опремом за електронске против-мере)
    -  –нападно–навигацијски систем са IC сензором
    - 3 × 300/330/370 Подвесни резервоари са 3 × 1.136/1.249/1.400 литара горива, за повећање долета и времена остајања у ваздуху.

## Варијанте авиона
Стандарди авиона F-16 обележени су растућим бројевима партије лансирања производње, који назначавају надоградње. Партије се односе на једноседе и двоседе авионе. Надоградња је у домену различитих софтвера и хардвера система, усклађивања оружја и структурних побољшања. Покрену се током одређеног времена и постепено се реализују на авионима, током њихове производње. Све партије, које се завршавају са бројем „0” (на пример, партија 30) поседују GE F110-GE мотор, а партије које се завршавају са бројем „2” (на пример, партија 32), опремљене су са P&WF100-PW.
Авиони F-16 су произведени у складу са стандардима партија производње, али било је и много других већих захвата у варијантама са значајним променама и разликама. Ове остале значајније промене су резултат улога специјализације у намени, као што су блиска ваздушна подршка и извиђање или промене по поруџбини купаца. Неке варијанте су развијене за истраживање, испитивање и проверу нових технологија. Пројекат F-16, инспирисао је развој неколико сличних авиона, за које се сматра да су његови деривати. Старији стандарди F-16, који су пензионисани, фирма Боинг их је модификовала у авионе без пилота, а као такви се користе за летеће мете, за вежбање и проверу гађања у ваздушном простору. То су такозвани „трутови”.

### Основне варијанте

#### 
је једносед, а F-16B је двосед, почетне су варијанте серијске производње и употребе. Ове варијанте, производиле су се у партијама 1, 5, 10 и 20. У партији 15, направљена је прва велика промена на F-16. Повећана је површина хоризонталног стабилизатора. То је најбројнија варијанта F-16, са произведених 475 примерака.
Партија 1/5/10
У партији 1 произведно је укупно 23 авиона  фајтинг фалкон, укључујући и 22 F-16B. Авиони из ове партије, препознатљиви су по црном носном делу трупа. Мало се међусобно разликују све три партије. Највише примерака произведено је у партији 10, укупно 312, а 197 у партији 5. Примећено је да црни нос авиона повећава његову уочљивост, те је у партији 5 промењен у сиву боју. Током његове експлоатације примећено је да се у простору структуре трупа скупља атмосферски талог, што је оклоњено у партији 5, са посебним отворима за његово одвођење. У партији 10 смањена је употреба титанијума, замењен је са новом технологијом коришћења алуминијума у изради дотичне сруктуре. Такође је усавршена и технологија израде саћастих делова структуре.
Партија 15
Прва већа промена на авиону F-16 направљена је у парији 15. Тада је повећана површина хорионталног репа, за приближно 25%, што му је повећало ефикасност на малим брзинама. Уведен је побољшани радар AN/APG-66(V)2 и повећана је спољна носивост, испод крила. Уграђена је нова сигурнија UHF радио-станица. Партија производње 15 је најбројнија, последњи авиони из те партије испоручени су Тајланду 1996. године.
Партија 15 
Серијска производња партије 15, почела је током производње мотора PW F100-PW-220, када је исти био доступан. Надоградња је урађена са увођењем: широкоугаоног горњег показивача, радио висиномера, ласерско-инерцијалног система за навигацију, моћнијег процесора и софтвера за конверзију података лета и статуса авионских система. Оспособљен је да радар APG-66(V) 2 открије и осветли циљ изван визуелног поља и да наводи ракету AIM–120 AMRAAM.
Партија 20
У партији 20, додате су на варијантама авиона F-16A/B неки од елемената надоградње из партија 50/52: побољшани су радар APG-66(V) 3 са континуалним осветљењем циља и полуактивним навођењем ракете средњег домета AIM-7 спероу и AIM–120 AMRAAM, интегрисана је ракета AGM-84 харпун и нападно-навигацијски системом, са IC сензором, такозвани LANTIRN.
F-16C је унапређени једносед, а  је његов пандан двосед. Њихова производња, почела је 1984. године, у партији 25, са побољшанон кабином, авионском опремом и радаром.  дејствују у свим временским условима, са и без визуелног контакта са циљем, са ракетама ваздух-ваздух AIM-7 и AIM-120. Каснији стандард авиона F-16C/D је из побољшаних партија производње 30/32, 40/42, 50/52.
Партија 25
Авион F-16C из партије 25, полетео је први пут у јуну 1984. године, а уведен је оперативну употребу у септембру. Партија 25 је побољшани мултинационални стандард, у оквиру нове варијанте произвођене и у Европи. Уведен је радар типа AN/APG-68, већег домета веће резолуције, са већим бројем режима рада (модова).
Модернизована је кабина са широкоугаоним горњим показивачем, надограђена електроника, појачана је структура, полетна тежина се увећала. Уведено је побољшано управљање са ватром и рачунар за управљање системима и радарски висиномер. У овој партији производње уведен је мотор P&W F100-PW-200, а касније је надограђена варијанта P&W F100-PW-220E.
Партија 30/32
Ово је прва партија у којој је замењен традиционални мотор P&W F100-PW, са GE F110-GE.
Први авион из партије 30, ушао је у оперативну употребу 1987. године. Главна разлика, у односу на претходне варијанте, је уведени радар AGM-88 HARM, спрегнут са ракетом AIM-120. У партији 30D уведен је усисник, са већим протоком ваздуха за напајање мотора GE F110-GE, са већим потиском и са већим захтевом за већу количину ваздуха. У партији 32 задржан је претходни мањи усисник, за напајање мотора P&WF100-PW, са ваздухом.
Укупно је произведено 733 авиона, у партији 30/32, који су уведени у оперативну употребу у шест држава.
Америчко ратно ваздухопловство, увело је у оперативну употребу и партију производње 32H/J, из 1986. и 1987. године. Они су служили за демонстрационе летове. У националној гарди су били у оперативној употреби из партије производње 30/32, у којима су укључена побољшања на нападно-навигацијском систему (инерцијална платформа и GPS) и систем за електронско ратовање.
Партија 40/42 (F-16CG/DG ноћни фалкон)
Уведена су побољшања, са партијама 40/42, за експлоатацију авиона у свима условима видљивости и у свим временским условима, са пасивном против-ракетном и против-радарском заштитом. У тој функцији и намени обележен је као F–16CG/DG („Ноћни фалкон”). У тим партијама интегрисано је допунско контејнерско оружје, са касетним бомбама и EGBU-27 Павивеј „контејнер-лансер”. Уведен је и систем за ноћно осматрање и извиђање (на бази ИЦ сензора), 2004. године. У оквиру партија 40/42, произведено је 615 авиона F-16, који су у оперативној употреби у 5 земаља.
Партија 50/52
Први авиони, из ових партија, испоручени су 1991. године, а опремљени су са нападно-навигацијским системом са џипиесом, савременим ракетама AGM-88 HARM, JDAM, JSOW и WCMD. Партија 50 је са мотором F110-GE-129, а 52 са F100-PW-229.
Партија 50/52 плус
Партија производње 50/52 плус подешена је према израелским захтевима и у односу на основни авион, карактеришу је: спољни приљубљени резервоари горива, на трупу, радар APG-68(V9), генератор кисеоника (OBOGS) и посебан показивач на визиру кациге JHMCS.
Резервоари су постављени бочно, изнад крила, на трупу (као и на неким варијантама F-15 игла) од 1.400 kg, а сви двоседи имају још и по 850 литара.
Пољској је испоручено 36 авиона F-16 из партије производње 52. септембра 2006. године и то једноседи F-16 и двоседи F-16D. Грчкој је испоручено 48 примерака F-16 22. маја 2008. године. Исто из партије производње 52, испоручено је и Пакистану 18 примерака авиона у овом стандарду.
 је једносед, а  је његов пандан двосед, најновије варијанте авиона F-16. Партија 60, њихове производње, заснована је на варијанти F-16C/D из партије производње 50/52, а развијени су по наруџбини Уједињених Арапских Емирата. Одликује се побољшаним радаром -80, са активним електронским скенирањем, иновацијом електронске опреме, спољним резервоарима горива прилепљеним дуж бочних страна трупа и са јачим мотором GE F110-132.
Партија 60
Партија 60 је настала на основу F-16C/D, из партије производње 50/52, са побољшаном функцијом радара, авионске опреме и ношења спољнег трупног резервоара за гориво, што је специфирано и продато само Уједињеним Арапским Емиратима. Главна разлика од претходних партија производње је радар AN/APG-80, са активним електронским скенирањем, који омогућава авиону да истовремено прати и уништава циљеве на земљи и у ваздуху. Партија 60 је опремљена мотором GE F110-GE-132, са системом за електронско ратовање и за самозаштиту. Овај авион је способан да носи сав асортиман наоружања као и остали F-16, као и ракете дугог домета ваздух-ваздух AIM-132 и ваздух-земља AGM-84E. Допунски трупни резервоари горива су капацитета 2.045 литара, са чиме се ослобађају подвесне тачке за ношење разног ракетног и бомбардерског наоружања, а значајно се повећава долет.
Извршена је висока софистицирана интеграција авионских система, уз употребу оптичких проводника преко магистрале података MIL-STD-1773 (уместо стандардне раније MIL-STD-1553). Са овим је постигнуто убрзање обраде и размене података за 1.000 пута. На овој варијанти авиона, интегрисани су ласерски мамци за IC ракете, као на F-35.
Развој, овога стандарда F-16, финансирали су Уједињени Арапски Емирати са три милијарде долара, стим да им се део улагања поврати у случају продаје авиона трећим земљама. Ово је први пут у историји САД да извезу бољи авион од уведеног у оперативну употребу у своме ратном ваздухопловству.
Партија 70
У току су преговори са Индусима о опремању њиховог ваздухопловства са специјализованом варијантом F-16IN, базираном на F-16E из партије 60, са спољним резервоарима горива на трупу, радаром AN/APG-80 AESA, мотором F110-132A са системом управљања FADEC, системом за електронско ратовање, IC претраживачем и системом за прилагођавање боја стакла кабине и визира кациге пилота. Предвиђено је да на десној страни авиона буде постављена флексибилна прикључна цев, за допуњавање са горивом у ваздуху.

### Остале варијанте
фајтинг фалкон, веома је често служио као основа и платформа за развој сличних авиона и за проверу ефикасности увођења нових технологија. Са том сврхом има веома много варијанти са различитим решењима и опитима.

#### Азијски деривати
чинг куо
Због политичких препрека да Америка испоручи Тајвану авионе F-16 или F-20, приступило се њиховом властитом развоју, уз техничко-технолошку помоћ и сарадњу. На Тајвану, конципиран је двомоторни борбени авион у 1980. години, а његова реализација је покренута после две године. У пружању технолошке подршке учествовало је више америчких компанија, на челу са General Dynamicsом. Развијани авион није био копија F-16, али је пројектован под доминантним утицајем његових карактеристичних решења. Сличан је распоред командних површина, уградња мотора итд. Такође је било присутно доста утицаја решења са F-5, који је традиционално у наоружању тајванске војске.
У децембру 1988. године, авион је добио назив F-CK-1 чинг куо, у коме је и име њиховог преминулог председника Чјанг Чинг Куа. Први, од четири прототипа (3 једноседа и 1 двосед), полетео је 28. маја 1989. године. Укупно је произведено 130 авиона F-CK-1 чинг куо (102 једноседа и 28 двоседа) у временском раздобљу од 1994—2000. године.
 мицубиши
Локид је у Јапану развио, са јапанском опремом, авион F-2 мицубиши, на основу F-16C. Пошто је Јапан острвска земља, специфичан им је ваздушни простор који штите изнад мора, те су били специфични и захтеви. Авиону је повећана спољна носивост, са повећаним композитним крилима са подвешене четири против-бродске ракете. Измењен је поклопац кабине, враћен је ојачани класичан, због чешћег удара морских птица (галебова).
Јапански технички институт је раније покренуо развој свога ловца F-1, још 1982. године, што је касније послужило као искуство, за прављење захтева за F-2. Резултат тих напора, студија и анализа, јесте донета одлука 21. октобра 1987. године, за развој новог авиона, по узору на F-16C/D. Прототип F-2 је полетео 15. децембра 1995. године, са ознаком за једносед и двосед F-2A/B. Испорука војсци, за оперативну употребу, отпочела је 25. септембра 2000. године. Била је планирана укупна производња 130, али је због трошкова и штедње смањено на свега 94 примерка авиона F-2A/B.
T-50 голден игл
У току лиценцне производње F-16 у Кореји, под ознаком KF-16, 1992. године, фирма Самсунг ваздухопловство, почела је радити на пројекту надзвучног борбеног авионаF-16B, двоседа, за замену авиона Нортроп T-38. У датом тренутку формирања корејске авио-индустрије, било је објективно интегрисати фирме Самсунг, Даево и Хјундаи, око којих је и организован потребан капацитет за развој новог авиона. Т-50 изгледа као F-16, у обиму од око 80%. Разликује се по двоканалном уводнику ваздуха, испод издужења кореног дела крила, „стрејка”, слично као на F/A-18 Хорнету. Јужнокорејска влада, дала је сагласност 3. јула 1997. године, а интензиван рад на његовом развоју почео је у октобру. У фебруару 2000. године, одређен му је назив Т-50 Голден игл, а први од два прототипа, полетео је 20. августа 2002. године. Прва поруџбина уговорена је за 25 примерака Т-50, у децембру 2003. године, а први пар Т-50 авиона, испоручен је 29. децембра 2005. године, са уласком у оперативну употребу у априлу 2007. У децембру 2006. године, закључен је други уговор о производњи 50 Т-50, са почетком испоруке у 2009. године. Са даљим развојем у варијанту F-50 (или F/А-50) за
 противваздушну одбрану, жели Кореја да замени своје многобројне F-5Е Тајгере.
|          |          |            |
| чинг куо | мицубиши | голден игл |

#### 
У духу одлуке америчког председника Џимија Картера, у фебруару 1977. године, да се контролише и смањи извоз наоружања, покушано је решење са извозом F-16/79, са редукованом опремом и са мањим мотором. General Dynamics је развио варијанту F-16 са старијим мотором J79-GE-119. Овакав прототип је полетео 29. октобра 1980. године, под називом F-16/79. Укупни трошкови програма развоја F-16/79 износе 18 милиона долара. Јужна Кореја, Пакистан и друге земље нису показали заинтересованост, за овај авион, тако да се програм завршио само на прототипу.
Џенерал Електрик је у фебруару 1979. године добио 79,9 милиона USA $, за развој двопроточног мотора за авионе ваздухопловства и морнарице. Од постојећег F101, за бомбардера B-1A, развијен је мотор за F–16 са циљем да замени стандардни P&W F100. Први авион F-16A (са серијским бројем № 75-0745) добио је нов мотор F101X DFE, а са њим је полетео 19. децембра 1980. године. Ово је значајно и ако овај мотор није усвојен у оперативну употребу, али његови резултати су допринели развоју F110, за што је F101 послужио као основа. Двопроточни мотор F110 је унификован за авионе F-16 и F-14 томкет.
General Dynamics  је експериментални F-16 са делта крилом, за истраживање аеродинамике на надзвучним брзинама за оптимизацију маневра. Површина крила је повећана за више од два пута, у односу на базни F-16. Резултат тих истраживања је супер-крсташ (крстарење на надзвучним брзинама), без укључивања допунског сагоревања мотора.
У другој половини 1980. године, почеле су модификације једног једноседа и једног двоседа у варијанту F-16XL, са уградњом делта крила. У тој функцији је продужен труп авиона за 1420 mm (760 mm носни део и 660 mm на задњем делу трупа). Задњи део трупа је закренут, нагоре, за 3 степена, због већих нападних углова полетања и слетања са делта крилом. F-16XL има двоструку носивост у односу на базни F-16, а и за 82% већи долет, због већих унутрашњих капацитета за смештај горива.
Једносед је полетео 3. јула 1982. године, а затим двосед 29. октобра 1982. Они су конкурисали у такмичењу за побољшаног тактичког ловца (ETF), али пошто је победила варијанта F-16E/F ови прототипови су смештени у складиште. Крајем 1988. године, оба прототипа су предати из складишта НАСИ за испитивања у програму процене аеродинамичког концепта за побољшање ламинарног протока ваздуха преко крила, током лета са надзвучном брзином. Од 1989—1999. године, оба авиона је користила НАСА у неколико експерименталних истраживачких програма, а у 2007. години, НАСА је разматрала повратак једноседа F-16XL у оперативни статус.
YF-16 CCV је прототип са реконфигурацијом сопствене аеродинамике, у току лета. Покренут му је развој у децембру 1975. године, са наменом авиона лабораторије, за истраживање и развој технологија управљања са изменом конфигурације у току лета, за потребе на борбеним авионима. Концепт управљања са конфигурацијом (CCV; енгл. Control Configured Vehicle) подразумева аутоматско управљање командним површинама авиона, према задатим законима без интервенције и мешања пилота. Овај приступ омогућава специфичне маневре, као што је могућност усмеравања трупа без његовог скретања са путање и реализацију других облика кретања авиона. Способност авиона да изведе маневар у једној равни, без истовременог скретања отвара нове тактичке могућности у борби. YF-16 CCV поседује удвојене управљиве вентралне пераје, постављене вертикално испод трупа, а обезбеђено је и усаглашено коришћење флаперона на излазним ивицама крила, у комбинацији са целообртним хоризонталним репом. Систем аутоматски претаче гориво из једног резервоара у други, са чиме се прилагођава положај тежишта авиона, па и резерва статичке стабилности. Авион YF-16 CCV је први пут летео 16. марта 1976. године. Програм испитивања у лету се одвијао све до 30. јуна 1977. године, а био је само успорен оштећењем при слетању авиона YF-16 CCV, 24. јуна 1976. године. После поправке, испитивање је настављено. Програм је са својим успехом довео до амбициознијег наставка истраживања и развоја, у облику „Интеграција напредних технологија ловачких авиона” (AFTI).
F-16 је коришћен и као платформа за истраживање примењивости технолошких решења за остварење високих маневарских карактеристика, технологија авиона велике агилности (енгл. Highly Maneuverable Aircraft Technology). Овај програм, под скраћеном ознаком HiMAT, реализован је заједно у сарадњи америчког ваздухопловства и НАСА. HiMAT је даљински управљан авион без пилота, послужио је за истраживање аеродинамике канард конфигурације и других решења за високи маневар. Истраживана је примена композитних структура мале масе, као предуслов за постизање високих перформанси, као што су константно убрзање од 8g у стационарном заокрету. Произведене су две овакве летелице, а испитиване су у лету у периоду од 1979. до 1983. године, у укупно 26 мисија подкачињања и лансирања са бомбардера B-52.
|               |
| Бочни изгллед |

General Dynamics је један од неколико америчких произвођача авиона, који су имали уговоре са владом за развој експерименталног авиона са стрелом крила унапред. Разумљиво је да су они за тај програм усвојили свој F-16 као базни авион, на који су интегрисали одговарајуће крило. У тој функцији су морали продужити труп, због интеграције већег крила, композитне структуре. У јануару 1981. године је за та истраживања изабран Граман са својим познатим касније реализованим решењем X-29A. Предлог General Dynamics са F-16 је одбачен и ако је на X-29A преузето доста његових решења.

## Карактеристике

### Карактеристике за репрезантативни стандард авиона F-16C, партија 30

#### Опште
- Посада = 1
- Дужина авиона = 15,06
- Размах крила = 9,96
- Висина авиона = 4,88
- Површина крила = 27.87
- Аеропрофил крила = NACA 64A204 (базни)
- Маса празног = 8.570
- Полетна маса = 12.000
- Максимална маса полетања = 19.200
- Погон = 1 х F110-GEGE F110-GE-100
- Тип турбо-млазног мотора = двопроточни
- Базни потисак = 76,3
- Потисак са допунским сагоревањем= 127 [10][29]

#### Перформансе
- Максимална брзина =
  - на нивоу мора: 1.470 km/h (еквивалент M = 1,2)
  - на висини: 2.410 km/h (еквивалент M = 2+)
    - највећа брзина = чиста конфигурација
- Борбени радијус = 550

(изведен је профилом; високо–ниско–високо, са шест бомби од 450 kg)
- Долет = 4.220
- Плафон = 18.000+
- Брзина пењања = 254
- Специфично оптерећење крила = 431
- Однос: потисак/маса = 1,095[10][29]

### Упоредне карактеристике усвојених америчких варијанти
| Варијанте                                | [ 2 ] [ 53 ] | [ 2 ]  | партија 30 | партија 60 |
| ---------------------------------------- | ------------ | ------ | ---------- | ---------- |
| Посада                                   | Један        | Један  | Један      | Један      |
| Дужина                                   | 14,8         | 15,1   | 15,06      | 15,0       |
| Размах                                   | 9,45         | 9,45   | 9,96       | 9,45       |
| Висина                                   | 4,95         | 5,08   | 4,88       | 5,08       |
| Маса празног                             | 6.170        | 7.390  | 8.570      | 8.670      |
| Максимална маса у полетању               |              | 17.000 | 19.200     | 22.680     |
| Махов број, еквивалент максималне брзине | 2,0          | 2,0    | 2,0        | 2,0        |
| Борбени радијус                          | 546          | 546    | 546        | 546        |
| Мотор                                    | -200         | -200   | -100       | -132       |
| Потисак                                  | 106          | 106    | 127        | 145        |
| Радар                                    | –            | -66    | -68        | -80        |

### Карактеристике F-16C и F-16E и F-2 мицубиши и чинг куо
| Параметри                   | (парт. 30)                                                     | (парт. 60)                                                     |F-2 Мицубиши                                                       | Чинг куо                                                       |
| Слике                       |                                                                |                                                                |                                                                |                                                                |
| Намена                      | Вишенаменски ловац                                             | Вишенаменски ловац                                             | Вишенаменски ловац                                             | Вишенаменски ловац                                             |
| Дужина                      | 15,06                                                          | 14,52                                                          | 15,52                                                          | 14,21                                                          |
| Размах                      | 9,96                                                           | 9,45                                                           | 10,8                                                           | 9,46                                                           |
| Површина                    | 27,87                                                          | 27,87                                                          | 34,84                                                          | 24,26                                                          |
| Висина                      | 4,88                                                           | 4,88                                                           | 4,69                                                           | 4,65                                                           |
| Виткост                     | 3,2                                                            | 3,2                                                            | 3.3                                                            | 3.7                                                            |
| Специфично оптерећење крила | - минимум 297 kg/m² - номинално 431 kg/m² - максимум 688 kg/m² | - минимум 311 kg/m² - номинално 457 kg/m² - максимум 813 kg/m² | - минимум 186 kg/m² - номинално 273 kg/m² - максимум 351 kg/m² | - минимум 393 kg/m² - номинално 846 kg/m² - максимум 911 kg/m² |
| Маса                        | - празан 8.570 - номинална 12.000 - максим. 19.200             | - празан 8.670 - номинална 12.747 - максим. 22.680             | - празан 6.486 - номинална 9.525 - максим. 12.247              | - празан 9.527 - номинална 20.517 - максим. 22.100             |
| Унутрашње гориво            | 3.175                                                          | 5.886                                                          |                                                                |                                                                |
| Фактор оптерећења           | n = - 3 до + 9                                                 | n = - 3 до + 9                                                 |                                                                |                                                                |
| Максимална брзина           | - 2.410 (M=2+; Hopt) - 1.470 (M=1,2; H0)                       | - 2.007 km/h (M=1,9; Hopt) - 1.470 (M=1,2; H0)                 | 1.275 (Hopt)                                                   | 2.125 (Hopt)                                                   |
| Плафон лета                 | 18.000+                                                        | 15.240                                                         | 16.760                                                         |                                                                |
| Угаона брзина заокрета      | - тренутни 26 - стационарни 21,7                               |                                                                |                                                                |                                                                |
| Угаона брзина ваљања        | 270                                                            |                                                                |                                                                |                                                                |
| Борбени радијус             | - 925 (профил В-В-В) - 580 (профил В-Н-В)                      | - 1 605 (проф. В-В-В) - 650 (профил В-Н-В)                     |                                                                | 835                                                            |
| Долет                       | 4.220                                                          | 4.220                                                          |                                                                |                                                                |
| Стаза полетање              | 533                                                            |                                                                |                                                                |                                                                |
| Стаза слетања               | 632                                                            |                                                                |                                                                |                                                                |
| Максим. маса оружја         | 9.276                                                          | 5.638                                                          |                                                                |                                                                |
| Мотор                       |                                                                |                                                                |                                                                | 2 х Гарет 1042-70                                              |
| Потисак мотора              | 127 / 76,31                                                    | 142,38 / 79,22                                                 | 131 / 75.6                                                     | 2 х 42,3 / 27                                                  |
| Потисак / маса авиона       | - максимални 1,59 - номинални 1,09 - минимални 0,69            | - максимални 1,67 - номинални 1,14 - минимални 0,64            |                                                                |                                                                |

## Оперативна употреба
фајтинг фалкон је првенствено национални борбени авион САД. У оперативној употреби је њиховог ратног ваздухопловства. Поред САД, Фалкон је масовни борбени авион и у НАТО алијанси. Коришћен је као масовни вишенаменски ловачки авион у великом броју мисија широм света, а највише на Блиском истоку (посебно у Ираку).
У априлу 1981. године, израелски пилот је авионом F-16 оборио сиријски хеликоптер Ми-8 топовском ватром, изнад долине Бека. То је прва победа остварена авионом F-16.
|  |  |  |  |

Више од 4.450 примерака F-16 је испоручено широм света од почетка програма пре више од 30 година - укључујући 53 накнадних купљених од 14 земаља.

### Борбена употреба у Ираку
У Заливском рату 1991. године, 249 америчких авиона F-16 извело је 13.340 летова у нападима против Ирака. Фалкони су најчешће били наоружани ракетама земља-земља Маверик AGM-65s (до шест), или са по две бомбе Мк84 (на средњим подтрупним носачима), два резервоара за гориво од (1.400 литара), две ракете Сајдвиндер AIM-9 и са контејнерима за електронске контра мере. Двоседи F-16D су коришћени као помоћни авиони за претраживање ракетних система земља-ваздух и јединица националне гарде Ирака. Они су били наоружани са до шест Mk82, касетним бомбама и контејнером са извиђачком опремом. У тим акцијама изгубљено је седам авиона F-16 дејством ракета земља-ваздух, у периоду од 16. јануара до 28. фебруара.
Формирана је борбена група од 72 авиона F-16 за дејства против циљева у центру Багдада 19. јануара. Тада су оборени, ракетама земља-ваздух, капетан Мајк Робертс (енгл. Mike Roberts) и мајор Тице (енгл. Tice). Обојица су се успешно катапултирали и пали су у ратно заробљеништво. Та оперативна мисија је обележена као највећа до данас реализована авионима F-16.
Авиони F-16 су коришћени и за уништавање земаљских радарских система дејством противрадарским ракетама AGM-88 HARM, заједно са F-4 Фантомима.
Од краја Заливског рата до инвазије Ирака од стране коалиционих снага 2003. године, амерички и британски авиони су патролирали ваздушним простором забрањене зоне лета. У тој мисији је 27. децембра 1992. године амерички F-16D оборио ирачки МиГ-25, у јужном делу ваздушног простора ракетом AIM-120 AMRAAM. Ово је била прва ваздушна победа Фалкона овом ракетом. Амерички F-16C је 17. јануара 1993. године оборио ирачки МиГ-23 ракетом AIM-120 AMRAAM, што је друга таква победа у историји Фалкона.
Амерички F-16 су учествовали и у инвазији Ирака 2003. године.
- Током ове офанзиве срушио се један F-16CG у близини Багдада 12. јуна 2003. године, због нестанка горива.
- Један амерички F-16C је грешком лансирао противрадарску ракету AGM-88 HARM, на амерички радарски систем MIM-104 Патриот.
- Два америчка F-16 одбацили су навођене („паметне”) бомбе на положаје Ал Каиде, 7. јуна 2006. године, када је и усмрћен један од лидера Абу Мусаб Ал-Заркавија.
- Један  је уништен 27. новембра 2006. године близу Фалуџе.
- Амерички F-16 је 25. фебруара 2009. године оборио је иранску беспилотну летелицу која је ушла у ирачки ваздушни простор.
- У септембру 2010. године, амерички је F-16 бомбардовао са две бомбе побуњенике, пружајући ваздушну подршку ирачкој армији при успостављању реда и мира.[66][67][68][69]

### Арапско-израелски сукоби
После „ватреног крштења” у чину обарања сиријског хеликоптера Ми-8, 7. јуна 1981. године десила се Операција Опера, прва значајнија акција бомбардовања у којој је осам израелских F-16, у пратњи авиона F-15 игл, уништило недовршени нуклеарни реактор Осирак поред Багдада, чиме је прекинут програм развоја нуклеарног оружја под вођством режима Садама Хусеина.
Следеће године, током Операције Мир за Галилеју, израелски F-16 су се сукобили са сиријским авионима у једној од највећих битака у ваздушном простору у којој су учествовали авиони са турбомлазним погоном, а која је почела 9. јуна 1982. године и непрекидно је трајала два дана. Израелско ваздухопловство је масовно користило авионе F-16, који су изашли као победници у великом броју борби ваздух-ваздух. Објављено је 44 победа без губитака. Сиријски оборени авиони првенствено су били МиГ-21 и МиГ-23. Током сукоба у Либану коришћени су F-16 и за нападе на циљеве на земљи. Израелски F-16, учествовали су у рату у Либану 2006. и током напада у Појасу Газе, у децембру 2008. године.
Сиријски и совјетски извори нуде другачије податке, тврдећи да је оборено током борби у Либану, од 6. до 11. јуна 1982. године пет авиона .

### Авганистан и Пакистан
Током рата у Авганистану, у периоду од маја 1986. до јануара 1989. године, Пакистански F-16 бранили су од уљеза из Авганистана, а изгубили су један F-16 од авганистанских снаага. Совјетски МиГ-23МЛД авион је оборио пакистански F-16А, који је ушао у авганистански ваздушни простор.
Током рата у Авганистану, F-16 пакистанског ратног ваздухопловства, оборили су најмање 10 противничких авиона, који су повредили пакистански ваздушни простор. У четири обарања се радило о авганистанским бомбардерима Су-22, три су била транспортни авиони (2 Ан-26 и 1 Ан-24), док је један био совјетски бомбардер Су-25. Већина их је оборена ракетом Сајдвиндер AIM–9, док је Су-22 оборен са топом, а Ан-24 је након пресретања био присиљен на слетање, при чему се срушио.
Пакистанско ваздухопловство је користило своје F-16 у разним страним и унутрашњим војним вежбама, као што су „Индус Виперс” вежби у 2008. године, спровене заједно са Турском. Од маја 2009. године, Пакистанско ваздухопловство је такође користило свој F-16 флоту да нападну милитантне положаје и подржавају операције пакистанске војске у северозападној Пакистану против побуне талибана. Од новембра 2011. године, пакистански F-16 су извели 5.500 операционих летова. Више од 80% од све одбачених експлозивних средстава су ласерски вођене бомбе.
Пакистански F-16 су патролирали границом са Индијоме током „Каргил сукоба” током 2008. године, за све време тензија са Индијом.

### Простор бивше Југославије (1994, 1995. и 1999)

#### Босна и Херцеговина
НАТО операција у оквиру одлуке Уједињених нација, у функцији заштите зоне забрањеног лета изнад Босне и Херцеговине, започета је 12. априла 1993. године. Касније је ова акција проширена на нападе на српске копнене положаје, све до 20. децембра 1995. године, са укупно 100.420 борбених летова. У оквиру ове борбене операције највише су коришћени авиони F-16. Сви амерички авиони, па и F-16, масовно су користили муницију са осиромашеним уранијумом.
Прва већа акција F-16 је била у околини Бањалуке, 28. фебруара 1994. године, приликом спречавања српских јуришних авиона типа J-21 јастреб и J-22 орао да бомбардују погоне војне индустрије у Новом Травнику. Том приликом су од шест српских авиона четири оборена, а два су прелетела у Српску Републику Крајину у Хрватску. Од четири оборена српска авиона три су са ракетама Сајдвиндер AIM-9, а један са ракетом средњег домета.
У околини Мркоњић града српске снаге су обориле један F-16, 2. јуна 1995. године, ракетним системом 2К12 куб (по НАТО номенклатури SA-6), видео снимак.

#### Савезна Република Југославија
Једнострано НАТО бомбардовање СРЈ, извршено је у периоду од 24. марта до 10. јуна 1999. године, без одлуке Уједињених нација и Савета безбедности. Против мале земље, ослабљене дуготрајним санкцијама ангажован је читав НАТО пакт, са многобројном најсавременијом авијацијом. У оквиру те авијације, учествовало је и 126 борбених авиона F-16, са најсавременијим наоружањем, у оквиру чега и масовна употреба муниције са осиромашеним уранијумом.
Изнад подручја Мачве против-авионским ракетним системом „Нева” оборен је F-16, 2. маја 1999. године. Остаци тога авиона, приказани су на слици десно.
Холандски F-16, са ракетом AIM-120, оборио је југословенски МиГ-29 № 18111, са пилотом мајором Небојшом Николићем, у близини Титела. Пилот се катапултирао и тако спасио. То се сматра првом победом Фалкона у борби у ваздушном простору Европе.
| Земља       | САД | Белгија | Данска | Норвешка | Холандија | Португалија | Турска | {\displaystyle \sum } |
| ----------- | --- | ------- | ------ | -------- | --------- | ----------- | ------ | --------------------- |
| Број авиона | 78  | 16      | 6      | 6        | 6         | 3           | 11     | 126                   |

## Корисници
|           |        |
| Чилеански | Дански |

|           |           |
| Израелски | Холандски |

|                    |                         |
| фајтинг фалкон УАЕ | Формација изнад Њујорка |

## Удеси
- У оквиру припреме за демонстрационе летове за Париски салон авиона, 8. маја 1975. године, при увежбавању заокрета са убрзањем од 9, са прототипом YF-16 № 72-1568, дошло је до локалне деформације структуре и заглављивања једне главне ноге стајних органа. Пробни пилот, Нил Андерсон морао је принудно слетети и одлучио је да то учини на травнату стазу, у нади да ће се минимизирати штета и да ће се избећи повређивање присутних на аеродрому. Авион се незнатно оштетио и то највише уводник ваздуха. Због овога удеса, на изложбу је послат први прототип № 72-1567.[81]
- Холандски F-16 се срушио 11. фебруара 1992. године, у граду Хенгело. Фалкону је отказао мотор, убрзо после полетања, а пилот је покушао да се врати у оближњу ваздухопловну базу Твенте, али није успео. Пилот се катапултирао и безбедно се спустио на кров једне зграде. Авион се срушио између кућа, без икакве допунске штете на терену.[82]
- У току заједничке вежбе у Северној Каролини, 23. марта 1994. године, F-16D № 88-0171, при симулирању отказа мотора, сударио се у ваздуху са C-130E. Чланови посаде су се катапултирали, али је њихов авион наставио своју путању кретања и сударио се са десантним авионом C-141, пуним падобранаца. Ово је довело до погибије 24 особе и најмање 80 рањених.[83]
- Израелски  срушио се 27. марта 2000. године, у Средоземно море, током тренажног лета, удаљено 31 km од приморског села Атлит, на северу Израела. Пилот, мајор Ионатан Бегин, био је унук бившег израелског премијера Менахем Бегина. Ни он ни његов копилот, поручник Лиор Харари, нису ништа јавили контроли летења о неким проблемима.[84][85]
- Амерички F-16C, срушио се 15. септембра 2003. године, на аеро-митингу. Капетан Кристофер Стриклин покушао је извести показни маневар, али је имао погрешне податке о надморској висини аеродрома. Увео је авион у вертикални маневар на мањој висини од потребне. Када је схватио да ће ударити у земљу, прибрано је авион усмерио од гледалаца и катапултирао се непосредно пре контакта са земљом. Пилот је преживео удес само са мањим повредама, а авион је потпуно уништен.[86]
- Израелски  срушио се 13. септембар 2009. године, изнад јужног дела брда Хеброна, у току тренажног лета. Пилот Асаф Рамон је погинуо. Иначе је био син Илана Рамона, такође пилота авиона F-16 и првог астранаута Израела.[87]
- Два грчка авиона F-16 сударила су се у ваздуху 26. августа 2010. године, изнад југозападне обале Крита. Један пилот је погинуо, а двојица су повређена.[88]